# Bingu National Stadium
Le Bingu National Stadium est un stade situé à Lilongwe, la capitale du Malawi. Il contient un terrain de football et une piste d'athlétisme.
L'enceinte qui peut accueillir 41 100 personnes est officiellement inaugurée le 28 janvier 2017.